# Ghiacciaio Ueda
Il ghiacciaio Ueda (in inglese Ueda Glacier) è un ghiacciaio situato sulla costa di Orville, nella parte sud-orientale della Terra di Palmer, in Antartide. Nel suo percorso, il ghiacciaio fluisce in direzione est lungo il versante meridionale dei monti Scaife fino ad entrare nell'insenatura di Hansen, andando ad alimentare la parte occidentale della piattaforma glaciale Filchner-Ronne.

## Storia
Il ghiacciaio Ueda è stato mappato grazie a ricognizioni terrestri dello United States Geological Survey e a fotografie aeree scattate dalla marina militare statunitense tra il 1961 e il 1967; in seguito è stato così battezzato dal Comitato consultivo dei nomi antartici in onore di Herbert T. Ueda, che, con B. Lyle Hansen, era al comando del programma di trivellazione del suolo alla stazione di ricerca Byrd, nelle estati 1966-67 e 1967-68.